# Васильевка (Ольшанское сельское поселение)
Васи́льевка — село в Целинском районе Ростовской области.
Входит в состав Ольшанского сельского поселения.

## Население
| 2010 |
| ---- |
| 202  |

## Улицы
| - ул. Новая, - пер. Степной, | - ул. Центральная, - ул. Шоссейная. |